# 萊馬鎮區 (密歇根州)
萊馬鎮區（英語：Lima Township）是位於美國密歇根州沃什特瑙縣的一個行政鎮區。

## 地方資料
萊馬鎮區的面積為91.17平方千米，當中陸地面積為89.43平方千米，而水域面積為1.74平方千米。根據2020年美國人口普查的數據，當地共有人口4024人，而人口密度為每平方千米44.14人。